# Ergasilus lizae
Ergasilus lizae är en kräftdjursart som beskrevs av Henrik Nikolai Krøyer 1863. Ergasilus lizae ingår i släktet Ergasilus och familjen Ergasilidae. Inga underarter finns listade i Catalogue of Life.